# Hieronymus von Klebelsberg zu Thumburg
Hieronymus von Klebelsberg zu Thumburg, celým jménem Hieronymus Thaddäus Michael Maria von Klebelsberg zu Thumburg (28. září 1800 Bruneck – 7. listopadu 1862 Innsbruck) byl rakouský politik německé národnosti z Tyrolska, během revolučního roku 1848 poslanec Říšského sněmu, později zemský hejtman Tyrolska.

## Biografie
Hieronymus pocházel z nehraběcí rodové větve, jeho otcem byl Christoph von Klebelsberg zu Thumburg, soudce v jihotyrolském městě Brunneck (dnes též Brunico) a matkou Maria Katharina Riccabona z Reichenfelsu. Strýc Jakob Philipp von Klebelsberg zu Thumburg byl katolickým duchovním. Hieronymus studoval v letech 1816–1818 filozofii na Innsbrucké univerzitě a v letech 1818–1822 práva na Univerzitě Štýrský Hradec a na Padovské univerzitě. V prosinci roku 1822 nastoupil do státních služeb do soudnictví. V roce 1824 získal v Padově titul doktora práv a nastoupil jako praktikant Zemského a kriminálního soudu v Brunecku. Krátce působil na praxi v Lienzu, kde poznal svou životní partnerku, Terezii Röckovou, dceru místodržitele, se kterou se oženil 24. října 1831. Sňatkem se začlenil do měšťanské společnosti, k níž dával najevo svou přináležitost po celý svůj další profesní život. Jeho manželství zůstalo bezdětné. V lednu 1831 byl jmenován adjunktem zemského soudu ve Schwazu.
V roce 1833 byl povýšen do úřadu zemského soudce v tyrolském Ampezzu, roku 1837 ve Fügenu. V období let 1838–1850 zastával titul purkmistra Innsbrucku a do roku 1862 byl představeným zdejší spořitelny. Za jeho starostování prodělalo město značný rozvoj, bylo založeno tyrolské zemské muzeum Ferdinandeum. Od roku 1838 působil jako poslanec stavovského Tyrolského zemského sněmu. Po řadu let působil jako velitel zemského střeleckého sboru.
Během revolučního roku 1848 se zapojil do politického dění. Ve volbách roku 1848 byl zvolen na rakouský ústavodárný Říšský sněm. Zastupoval volební obvod Innsbruck v Tyrolsku. Uvádí se jako starosta. Patřil ke sněmovní levici. Na sněmu vystupoval proti odtržení etnicky italského území od Tyrolska a podporoval zájmy katolické církve.. Sněm byl ovšem v Kroměříži rozpuštěn.
V roce 1850 se stal radou zemského soudu v Rattenbergu, od roku 1854 v Innsbrucku. Od roku 1859 byl radou vrchního zemského soudu. Odmítal Bachův neoabsolutismus a roku 1852 se stáhl z politického života. Po obnovení ústavního života počátkem 60. let se do politiky vrátil. Roku 1860 usedl do pětičlenné komise, která měla vypracovat nový zemský řád pro Tyrolsko. V roce 1861 se stal městským radním v Innsbrucku a od roku 1861 rovněž zasedal na voleném Tyrolském zemském sněmu.
31. března 1861 ho zemský sněm zvolil Zemským hejtmanem Tyrolska.. Za své politické zásluhy byl vyznamenán rytířským křížem Řádu Františka Josefa.
Jeho bratr Carl Franz Josef von Klebelsberg zu Thumburg byl rovněž právníkem a politikem. Působil jako zemský poslanec. Synovec Hans von Klebelsberg zu Thumburg byl klasickým filologem.